# Liga Profesionistă de Fotbal
La Liga Profesionistă de Fotbal («Liga de Fútbol Profesional»), comúnmente conocida como el LPF, es el órgano rector encargado de gestionar y organizar anualmente la Liga I, la primera división profesional del sistema de ligas de fútbol rumano, y la Cupa Ligii, torneo de clubes de fútbol por eliminatorias. Su actual presidente es Gino Iorgulescu, elegido en 2013.